# Жеан Карлош
Вижте пояснителната страница за други личности с името Карлош.
Жеан Карлош Салеш Бемвиндо (на португалски: Jean Carlos Sales Bemvindo – Жеан Карлуш Салиш Бемвинду) е бразилски футболист. Играе като централен нападател. Роден е в Салвадор, Бразилия на 17 март 1984 г.
С тима на „Капекоензе“ е носител на титлата на щата Санта Катарина през 2007 г.
На 5 декември 2007 г. официално преминава с Левски София за сумата от 900 000 евро, като подписва договор за 3 години, който влиза в сила от януари 2008 г. В новия си клуб носи фланелка с номер 7.